# Horst Bayrhuber
Horst Bayrhuber, né en 1942 à Metz, pendant l'annexion allemande, est un biologiste allemand, spécialiste de la didactique de la biologie et de l'éducation à l'environnement.

## Biographie
Horst Bayrhuber naît à Metz pendant l'annexion allemande. Il fait ses études en Allemagne, d'abord à Innsbruck, puis à Munich, où il se spécialise en biologie et en chimie, obtenant son doctorat en 1968. Il poursuit ensuite des études en zoologie à Ratisbonne de 1968 à 1971. Bayrhuber est chercheur à l'Institut pour l'enseignement des sciences et des mathématiques (IPN) de l'université de Kiel de 1972 à 1980. De 1980 à 1985, il est professeur de didactique de la biologie à l'école vétérinaire de Hanovre. À partir de 1985, il travaille pour le département de didactique de la biologie de l'IPN, département dont il devient le directeur en 1992. Il est retraité depuis 2007, mais continue de publier.

## Publications
- Bayrhuber, H., Elster, D. : Outcome orientation of biology teaching. In: Suan, Y., Mokhtar, I., Ahmad Nurulazam, Md.Z., Saleh, F. Foong Soon Fook, Lim Chap Sam, Ng Lee Yan, Symposium science an technology education in the service of humankind. Université des sciences de Malaisie, Penang, 2006 (p. 399-405).
- Prechtl, H., Bayrhuber, H.: Biologie im Kontext (bik) – BMBF program to promote students’ competencies in context-based biology education an to support teachers’ professional development. In Strand 5 Teaching: teaching strategies, teaching environments and educational technology, VI conference of European Researchers in Didactic of Biology (ERIDOB), Londres, 2006.
- Bayrhuber, H. (Hrsg.), Fischer, M., Rieck, K., Schoormanns, G., Sommer, C.: Unsere Erde. Für Kinder die die Welt verstehen wollen. Sachbuch für den Sachunterricht der Grundschule mit Spiele-CD, Kallmeyer, 2005.
- Bayrhuber, H., Feldermann D., Harms, U., Hauber, W. (Hrsg.) (2005): Linder Biologie. Lehrbuch für die Oberstufe, Schroedel, Hanovre, 2005.
- Lucius, E.R., Bayrhuber, H., Hildebrandt, K., Lochte, K., Peinert, R., Queisser, C., Parchmann, I., Schlüter, K., Starke, K.-H. (2005): Modul 9: Der Kohlenstoffkreislauf. Begleittext für Lehrkräfte. In: Bayrhuber, H., Hlawatsch, S. (Hrsg.): System Erde. Unterrichtsmaterialien für die Sekundarstufe II (CD-ROM). Leibniz-Institut für die Pädagogik der Naturwissenschaften an der Universität Kiel (IPN).
- Kramer, B., Bayrhuber, H.: Mikroaufgaben als instruktionale Hilfestellung in einer multemedialen Lernumgebung zur Signaltransduktion. In: Bayrhuber, H., Bögeholz, S., Graf, D., Hammann, M. et.al. (dir.), Bildungsstandards Biologie. Internationale Tagung der Sektion Biologiedidaktik im VDBiol, Bielefeld, 2005 (111 - 114)
- Peinert, R., Bayrhuber, H., Lochte, K.,: Ozean und globaler Kohlenstoffkreislauf, In: Praxis der Naturwissenschaften – Biologie in der Schule, Biosystem Erde, Heft 3/53, 53. Jahrgang, Leipzig: Aulis Verlag Deubner, 2004, (pp 23 – 28).
- Bayrhuber, H., Mayer, J. (Eds.) : Empirical Research on Environmetal Education in Europe, Waxmann, Münster, New York, Munich, Berlin, 2000.
- Bayrhuber, H., Stolte, S.: Students‘ perceptions of bacteria and the consequences for teaching. In: Bayrhuber, H., Garvin, W., Grainger, J. (Eds.): Teaching Biotechnology at School: A european Perspective. Kiel, 2000.
- Bayrhuber, H.; Schletter, J.C. : Learning and memory - problems of integrating students' conceptions and scientific knowledge. In Isabel García-Rodeja Gayoso, Joaquin Díaz de Bustamante, Ute Harms, María Pilar Jíménez Aleixandre (dir.): III Conference of European Researchers in Didactic of Biology (ERIDOB), Santiago de Compostela, 2001.
- Hammann, M., Bayrhuber, H. : Biodiversity an the comparative method: A teaching intervention at age 11-12. In: I. Gayoso, J. Bustamente, U. Harms, M. Aleixandre (Hrsg.). Proceedings of the III. Conference of European Reasarchers in Didaktik of Biology (ERIDOB). Santiago de Compostela: Univers. de Santiage de Compostela, 2001 (pp 171 – 184).
- Bayrhuber, H., Mayer, J. : State of the Art of Biology Didactic Research in Europe - An Overview. In M. Bandiera, S. Caravita, E. Torassa, M. Vincenti: Research in Science Education in Europe, Kluwer Academic Publisher, Dordrecht, Boston, Londres, 1999.
- Hößle, C., Bayrhuber, H.: Research on students' moral judgement on genetechnology in Biology Teaching. In Bayrhuber, H. et al. (dir.): Lernen im Biologieunterricht. Salzbourg, 1999.

## Sources
- Horst Bayrhuber sur ipn.uni-kiel.de